# Stephen Gray

Stephen Gray

Stephen Gray  (n. decembrie 1666, Canterbury, Regatul Angliei – d. 7 februarie 1736, Londra, Regatul Marii Britanii) a fost un fizician și astronom englez, cunoscut cunoscut mai ales pentru cercetările sale în domeniul electricității.

## Biografie
S-a născut în Canterbury, într-o familie de dulgheri și vopsitori.
El însuși ajunge să practice de această ultimă îndeletnicire.
Contribuțiile sale științifice vor fi rezultatul muncii unui spirit autodidact.
Singurele sale studii sunt cele sub îndrumarea lui John Flamsteed, cunoscut pentru rivalitatea față de Isaac Newton, motiv pentru care va avea probleme, prin întârzierea publicării unor scrieri ale sale privind electricitatea.

## Contribuții științifice
Prima dovadă a manifestării interesului lui Gray față de fenomenele electrice o constituie o scrisoare din 1708, a acestuia către fizicianul scoțian Hans Sloane în care descrie cum utiliza pene de pasăre pentru a detecta electrizarea corpurilor.
De asemenea, se arată fascinat față de descărcarea luminescentă a unui tub de sticlă electrizat prin frecare.
Realizează că între lumină și electricitate există o strânsă legătură.
Experiențele sale privind electricitatea le-a continuat până la vârste înaintate.